# Dandridge
Pour les articles homonymes, voir Dandridge (homonymie).
Dandridge est une des États-Unis, siège du comté de Jefferson, dans l’État du Tennessee. Lors du recensement de 2010, sa population s’élevait à 2 812 habitants.

## Histoire
La localité a été nommée en hommage à Martha Dandridge Washington, l’épouse de George Washington.

## Source
- (en) Cet article est partiellement ou en totalité issu de l’article de Wikipédia en anglais intitulé « Dandridge, Tennessee » (voir la liste des auteurs).